# Paolo Mereghetti
Paolo Mereghetti (Milano, 28 settembre 1949) è un critico cinematografico italiano.

## Biografia
Dopo la maturità classica, si è laureato in filosofia all'Università degli Studi di Milano con una tesi su Orson Welles, e più precisamente sul suo periodo hollywoodiano (relatori: Adelio Ferrero e Marco Rosci)
Ha collaborato con il Corriere della Sera (sezione Corriere TV del sito internet), Radio3 e Rai 3 (trasmissione La mostra della laguna). Dopo aver scritto su Ombre Rosse, il francese Positif, Reset, Linus, Lo straniero e Linea d'ombra (per il comitato di redazione), è diventato titolare della rubrica di critica cinematografica su Io Donna e di quella L'opinione su Ciak.
È assurto a grande notorietà per l'omonimo dizionario dei film, "il più venduto in Italia", che, iniziato a scrivere a partire dal 1990, esce per la prima volta nel 1993, e che nel 2001 ha vinto il Premio Flaiano per la critica cinematografica. Al 2023 il dizionario è arrivato alla sua quattordicesima edizione, denominata anche edizione del trentennale.

## Opere
- Il cinema secondo Orson Welles, a cura di, Roma, Sindacato nazionale critici cinematografici italiani, 1977.
- Mostra internazionale del cinema. La Biennale di Venezia, 28 agosto-8 settembre 1982, a cura di e con Enrico Magrelli e Emanuela Martini, Venezia, La Biennale di Venezia, 1982.
- XL Mostra internazionale del cinema. Venezia Mestre, 31 agosto-11 settembre 1983, a cura di, Venezia, La Biennale di Venezia, 1983. ISBN 88-208-0309-7.
- XLI Mostra internazionale del cinema. Venezia 27 agosto-7 settembre 1984, a cura di, Venezia, La Biennale, 1984. ISBN 88-208-0319-4.
- XLII Mostra internazionale del cinema. Venezia, 26 agosto-6 settembre 1985, a cura di, Venezia, La Biennale, 1985. ISBN 88-208-0326-7.
- Bertrand Tavernier, a cura di, Venezia, Ufficio attività cinematografiche del Comune di Venezia, 1986.
- Dizionario dei film, a cura di, Milano, Baldini & Castoldi, 1993. ISBN 88-85988-97-0.
- Dizionario dei film italiani, a cura di, 2 vol., Milano, Video Club Luce - Video Rai, 1994.
- 100 film da salvare (e da vedere), a cura di, Milano, Zelig, 1995. ISBN 88-86471-06-8.
- Dizionario dei film 1996, a cura di, Milano, Baldini & Castoldi, 1995. ISBN 88-85987-99-0.
- Dizionario dei film. Aggiornamento 1996-1997, a cura di, Milano, Baldini & Castoldi, 1996. ISBN 88-8089-189-8.
- Dizionario dei film 1998, a cura di, Milano, Baldini & Castoldi, 1997. ISBN 88-8089-195-2.
- Il Mereghetti. Dizionario dei film 2000, Milano, Baldini & Castoldi, 1999. ISBN 88-8089-718-7.
- Cinema anni vita. Yervant Gianikian e Angela Ricci Lucchi, a cura di e con Enrico Nosei, Milano, Il castoro, 2000. ISBN 88-8033-195-7.
- Il Mereghetti. Dizionario dei film 2002, Milano, Baldini & Castoldi, 2001. ISBN 88-8490-087-5.
- Il Mereghetti. Dizionario dei film 2004, Milano, Baldini & Castoldi, 2003. ISBN 88-8490-419-6.
- Il Mereghetti. Dizionario dei film 2006, Milano, Baldini & Castoldi, 2005. ISBN 88-8490-778-0.
- Il Mereghetti. Dizionario dei film 2008, 3 vol., Milano, Baldini Castoldi Dalai, 2007. ISBN 978-88-6073-186-9.
- Orson Welles. Introduzione a un maestro, Milano, Rizzoli, 2008. ISBN 978-88-17-02772-4.
- Mondo piccolo, grande schermo. La fortuna internazionale di Giovannino Guareschi, tra cinema e letteratura, a cura di e con Enrico Mannucci, Milano, Fondazione Arnoldo e Alberto Mondadori, 2010. ISBN 978-88-85938-43-4.
- Il Mereghetti. Dizionario dei film 2011, 3 vol., Milano, Baldini & Castoldi Dalai, 2010. ISBN 978-88-6073-626-0.
- Movie: box. Il grande cinema e la fotografia, a cura di, Roma, Contrasto, 2012. ISBN 978-88-6965-348-3.
- Il Mereghetti. Dizionario dei film 2014, 3 vol., Milano, Baldini & Castoldi, 2013. ISBN 978-88-6852-058-8.
- Il Mereghetti. 100 capolavori da far vedere ai vostri figli, Milano, Baldini & Castoldi, 2014. ISBN 978-88-6852-729-7.
- Il Mereghetti. 100 capolavori del western, Milano, Baldini & Castoldi, 2014. ISBN 978-88-6852-730-3.
- Il Mereghetti. 100 capolavori del noir americano, Milano, Baldini & Castoldi, 2014. ISBN 978-88-6852-731-0.
- Il Mereghetti. 100 capolavori della comicità italiana, Milano, Baldini & Castoldi, 2014. ISBN 978-88-6852-732-7.
- Movie: box. Il grande cinema e la fotografia, a cura di, Roma, Contrasto, 2015. ISBN 978-88-6965-606-4.
- Il Mereghetti. Dizionario dei film 2017, 2 voll., Milano, Baldini & Castoldi, 2016. ISBN 978-88-6852-947-5.
- Il Mereghetti. Dizionario dei film 2019, 3 voll., Milano, Baldini & Castoldi, 2018. ISBN 978-88-93881-38-8.
- Il Mereghetti. Dizionario dei film 2021, 3 voll., Milano, Baldini+Castoldi, 2020. ISBN 978-88-93883-41-2.
- Il Mereghetti. Dizionario dei film [1993-2023], 3 voll., Milano, Baldini+Castoldi, 2022. ISBN 979-12-54940-03-7.